# Jérémy Gagnon-Laparé
Jérémy Gagnon-Laparé (Sherbrooke, 9 maart 1995) is een Canadees voetballer. Hij debuteerde in 2014 in het betaald voetbal in het shirt van Montreal Impact.

## Clubcarrière
Gagnon-Laparé doorbracht enkele jaren in de jeugdopleiding van Montreal Impact. Op 3 juli 2014 tekende hij een profcontract bij het eerste team. Zijn debuut voor de club maakte hij eerder al, namelijk op 7 mei 2014 tegen FC Edmonton in de Canadian Championship.

## Interlandcarrière
Laparé maakte op 8 september 2013 tegen Mauritanië zijn debuut voor het Canadees voetbalelftal.